# Gary Francione
 (mai 2016).
Si vous disposez d'ouvrages ou d'articles de référence ou si vous connaissez des sites web de qualité traitant du thème abordé ici, merci de compléter l'article en donnant les références utiles à sa vérifiabilité et en les liant à la section « Notes et références ».
Gary Lawrence Francione, né le 29 mai 1954 dans l'État de New York, est un juriste et philosophe américain, défenseur des droits des animaux et théoricien du véganisme. Il est professeur distingué à la faculté de droit de l’université Rutgers à Newark, dans le New Jersey.

## Biographie

### Formation
Francione obtient sa licence en philosophie à l’université de Rochester, où il se voit attribuer la bourse Phi Beta Kappa O'Hearn qui lui permet de poursuivre ses études de philosophie au Royaume-Uni. Il reçoit sa maîtrise en philosophie et son doctorat en droit à l’université de Virginie, où il dirige par ailleurs la Virginia Law Review. Après son diplôme, il occupe le poste d’assistant du juge Albert Tate de la Cour d'appel pour le cinquième circuit des États-Unis, puis de la juge Sandra Day O'Connor de la Cour suprême des États-Unis. Il est maintenant membre du barreau de plusieurs États américains.
Après avoir pratiqué le droit à titre d’avocat associé pour la firme new-yorkaise Cravath, Swaine & Moore (en), il intègre la faculté de droit de l’université de Pennsylvanie en 1984, où il devient professeur titulaire en 1987. Il commence à enseigner le droit des animaux en 1985 dans le cadre d’un cours portant sur la jurisprudence. En 1989, il rejoint le corps professoral de la faculté de droit de l’université Rutgers où il fonde l’année suivante, avec sa compagne Anna E. Charlton, une clinique juridique du droit animal destinée à appuyer bénévolement des gens ou des groupes qui, dans le cadre de l’activisme animalier qu’ils menaient pacifiquement, rencontraient des obstacles à caractère légal. Pour la première fois en Amérique, des étudiants pouvaient obtenir des unités de valeur en échange de leur travail de juriste dans des dossiers réels liés aux animaux. Francione et Charlton ferment la clinique en 2000, mais continuent de dispenser un enseignement portant sur la théorie des droits des animaux, le droit animal et les liens entre droits humains et droits des animaux. Francione enseigne également le droit pénal, la procédure pénale et la philosophie du droit.

### Théorie des droits des animaux
Gary Francione s’est fait connaître aux États-Unis et dans le monde anglo-saxon pour sa théorie des droits des animaux et sa position radicalement abolitionniste en matière d’exploitation animale. Il est le premier universitaire à avoir enseigné cette discipline dans une faculté de droit américaine. Son travail s’articule autour des trois thèmes suivants : (1) le statut de propriété des animaux, (2) les différences entre droits des animaux et bien-être animal (animal welfare), et (3) une théorie des droits des animaux basée sur la seule sensibilité (sentience), plutôt que sur d’autres caractéristiques.
Pionnier de la théorie abolitionniste des droits des animaux, il soutient que la réglementation sur le bien-être animal (animal welfare) est peu judicieuse sur les plans pratique et théorique, et qu’elle sert seulement à maintenir le statut de propriété des animaux en rendant le public plus à l’aise par rapport au fait de les exploiter. Il affirme que les animaux n’ont besoin que d’une chose : le droit de ne pas être considérés comme des biens, et prône le véganisme, considéré comme le moteur central de l’abolitionnisme. Il affirme qu’un mouvement abolitionniste/végane est radical par nature.
Pour autant, il désapprouve toute forme d'action violente : Francione se reconnait dans les principes du jaïnisme, et particulièrement la doctrine jaïne de la non-violence, ou Ahimsa, qu’il relie au véganisme et aux droits des animaux. Francione pense que les droits des animaux peuvent et doivent être réalisés uniquement à travers l’action directe non-violente. Pour lui, le mouvement des droits des animaux s'inscrit dans le prolongement du mouvement pour la paix, tandis que la violence est réactionnaire.
Parmi les auteurs qui défendent une position radicalement abolitionniste, Francione se distingue par la simplicité de sa théorie qui ne repose que sur le critère de la sensibilité et sur le principe de l’égale considération, principe que, selon lui, on ne pourra dûment respecter qu’à partir du jour où tous les animaux sensibles bénéficieront d’un statut moral et légal reflétant leur droit fondamental de ne pas être traités comme de simples ressources à la disposition d’autres individus.
Francione est l’auteur de nombreux livres sur les droits des animaux (voir publications), ainsi que d’études sur le copyright, le droit des brevets, et le droit et la science.

#### Statut de propriété des animaux
Dans Animals, Property, and the Law (1995), Francione affirme que parce que les animaux sont la propriété des humains, les lois visant à ce qu’ils soient traités « humainement » et qui interdisent que des souffrances « non nécessaires » leur soient infligées ne peuvent protéger leurs intérêts de manière significative. Selon lui, la plupart de ces lois et réglementations se limitent à exiger le respect des normes de bien-être animal qui sont nécessaires afin de maximiser le rendement de l’exploitation des animaux ; ces derniers n’ont de valeur qu’à titre de marchandises et leurs intérêts ne se voient accorder aucune pertinence morale. Il estime que ces lois ne peuvent donc protéger les animaux contre des traitements qui seraient considérés comme de la torture s’ils étaient imposés à des êtres humains. Selon Francione, des facteurs légaux, sociaux et économiques font en sorte que le statut de propriété des êtres non humains représente un obstacle majeur, sinon insurmontable, à la protection sérieuse de leurs intérêts.

#### Comparaison entre l’approche des droits des animaux et celle du bien-être animal
Dans Rain Without Thunder: The Ideology of the Animal Rights Movement (1996), Francione démontre qu’il existe d’importantes différences théoriques et pratiques entre l’approche des droits des animaux et celle du bien-être animal (welfarism). Alors que la première revendique l’abolition de l’exploitation des animaux et la reconnaissance de leurs droits, la seconde ne cherche qu’à améliorer les conditions de cette exploitation afin de la rendre plus humaine. Francione explique que des différences essentielles séparent ces deux perspectives. L’approche abolitionniste visant à l’égalité animale se fonde sur la prémisse qu’il est impossible de justifier l’exploitation des animaux sensibles quand bien même celle-ci serait menée « humainement », tandis que l’approche réformiste visant au mieux-être des animaux repose sur la prémisse qu’il est moralement permis de les utiliser à des fins humaines du moment qu’ils sont bien traités. Alors que pour les uns le problème moral se situe au niveau de l’utilisation des êtres sensibles, il se situe plutôt pour les autres au niveau du type de traitement imposé.
Un des principaux apports de cet ouvrage est la réflexion faite autour de ceux que Francione nomme les « néowelfaristes », c’est-à-dire ceux qui pensent que les améliorations apportées aux conditions de vie des animaux rapprochent progressivement de l’idéal abolitionniste et, partant, de la reconnaissance de leur valeur inhérente. Pour Gary Francione, il n’existe aucune preuve factuelle plaidant en faveur de cette position : non seulement aucune mesure légale n’envisage les animaux autrement que comme des marchandises, dont la valeur est principalement extrinsèque, mais une telle position serait même contre-productive en ce que les normes de bien-être donnent l’impression d’assurer aux animaux un traitement « humain », déculpabilisant ainsi le public et l’encourageant à maintenir ou à augmenter sa consommation de produits d’origine animale.

#### Pertinence du critère de sensibilité
Dans son livre Introduction to Animal Rights: Your Child or the Dog? (2000), Francione présente sa théorie des droits des animaux fondée sur l’idée qu’il n’est nullement nécessaire de posséder des capacités cognitives autres que celles qu’implique nécessairement la sensibilité (sentience) pour être membre à part entière de la communauté morale et jouir du droit fondamental et « pré-légal » de ne pas être la propriété des êtres humains. Il rejette l’idée selon laquelle les animaux doivent posséder certaines des caractéristiques cognitives typiquement humaines, comme une forme sophistiquée de conscience de soi ou des capacités langagières évoluées par exemple, pour mériter le droit de ne pas être utilisés comme des ressources à la disposition des êtres humains. Francione juge que la reconnaissance de ce droit est exigée par le principe de l’égale considération en ce que, tant que les animaux seront assimilés à des biens que les humains peuvent s’approprier, leurs intérêts ne pourront jamais recevoir une considération égale.
Dans le cadre de cette discussion, l’auteur diagnostique ce qu’il appelle une « schizophrénie morale » (moral schizophrenia) à l’égard des animaux. D’une part, nombre d'humains vivent avec des animaux et leur accordent une grande importance, voire les considèrent comme des membres de la famille ayant leur personnalité propre, et ne mettent pas en doute leur valeur morale intrinsèque. D’autre part, ces mêmes humains ne s'opposent pas à l'utilisation des animaux d'élevage et au fait qu'ils soient traités comme des choses dont la seule valeur serait économique.

#### Points de divergence avec Peter Singer et Tom Regan
La position de Francione diffère sensiblement de celle de Peter Singer, auteur de La Libération animale. En effet, bien que tous deux considèrent la sensibilité (sentience) comme une condition suffisante pour faire partie de la communauté morale, Singer, qui est utilitariste, rejette la notion de droit moral. Il ne s’oppose pas aussi catégoriquement que le fait Francione à la mise à mort des animaux (humains ou non) qui n’ont, par exemple, pas conscience de la continuité de leur existence dans le temps, ou qui ne possèdent pas un niveau de conscience très sophistiqué. Il est, selon lui, raisonnable de croire que la vie de certains êtres sensibles a plus de valeur que celle d’autres. Si la vie d’animaux sensibles mais inconscients de leur continuité dans le temps est plaisante, si leur mort est indolore et ne cause pas de peine à des tiers, et s’ils sont remplacés par d’autres animaux menant une existence également plaisante, alors il est possible que nous soyons moralement autorisés à les tuer. Par conséquent, pour Singer, l’utilisation des animaux ne soulève pas un problème moral en soi. Dans l’optique de Francione en revanche, le fait qu’un être soit sensible signifie nécessairement que cet être a un intérêt à poursuivre son existence, et par conséquent qu'il a le droit de le faire.
L’approche de Francione se distingue également de celle présentée par Tom Regan dans Les Droits des animaux. Si Regan propose une théorie abolitionniste, il concentre son propos sur les animaux possédant un ensemble de caractéristiques ne se limitant pas à la seule sensibilité ; de tels animaux sont « sujets-d’une-vie » (subjects-of-a-life) : ils ont des croyances, une mémoire, ils anticipent l'avenir, dressent des plans, ont des intentions, sont conscients. Regan affirme que la valeur inhérente des sujets-d’une-vie n’admet aucun degré et ne varie pas en fonction de l’appartenance à l’espèce, qu'il y a donc égalité de valeur inhérente entre tous les sujets-d'une vie, qu'ils soient humains ou animaux. Cependant, Regan pense que la mort constitue bien souvent un plus grand dommage pour les humains que pour les non-humains, car la mort occasionne bien souvent, selon Regan, plus de pertes pour les humains. Pour Francione, la proximité de cet aspect de la théorie de Regan avec la vision singerienne (pour qui la capacité à être conscient de soi fait que la mort est un plus grand dommage pour un humain conscient de lui-même) est inquiétante. Francione juge que Regan, comme Singer, se trompe en liant la valeur de la vie, c'est-à-dire la qualité de la vie, et le niveau de complexité des intérêts dont un être est capable (intérêts esthétiques, sacramentels, moraux, etc.). Francione estime qu’en dépit de nos limitations épistémologiques qui font que nous n’avons aucune certitude quant à ce qui se passe dans la tête des personnes autres que nous-mêmes, nous n’avons aucune raison valable de présumer que l’intérêt à vivre des animaux est moins grand que celui des humains, et que la vie des premiers a moins de valeur que la vie des seconds. Notre incapacité à comprendre le sens de la mort pour les animaux ne veut pas dire pour lui qu’un animal sensible n’ait pas intérêt à la poursuite de son existence, ni qu'un animal aux capacités cognitives limitées aurait moins intérêt et moins le droit de vivre qu'un autre animal plus complexe.

## Réception critique

### Dans le monde de la protection animale
La théorie des droits des animaux développée par Francione fait l’objet de vives controverses, mais c’est surtout la critique que l’auteur adresse au mouvement « welfariste » et « néowelfariste » qui lui vaut le plus de réactions négatives de la part de certaines franges du mouvement de protection animale. Celles-ci estiment soit que les réglementations sur le bien-être fournissent une protection significative aux intérêts des animaux, soit que ces réglementations sont un passage obligé pour parvenir à des réformes plus importantes, soit qu'elles sont une étape nécessaire pour parvenir un jour à l'abolition de l'exploitation animale (cette dernière position est décrite comme néo-welfariste par Francione).

### Chez les partisans de la similitude des esprits
Par ailleurs, au sein du mouvement de protection animale, de nombreuses personnes soutiennent que certains animaux, tels que les primates et les dauphins, doivent se voir accorder une plus grande protection eu égard à la similarité de leurs capacités cognitives avec celles des humains. Francione s'oppose à ce genre de position qu'il appelle « théorie de la similitude des esprits » (similar minds position) :

« Je suis assurément d’accord pour dire qu’il est mal d’utiliser des grands singes anthropoïdes dans le cadre de la recherche, des cirques, des zoos, ou pour quelque autre motif que ce soit. Mais je rejette ce que j’appelle la « théorie de la similitude des esprits », laquelle relie le statut moral des non-humains à leur possession de caractéristiques cognitives propres à l’espèce humaine. L’exploitation des grands singes anthropoïdes est immorale pour la même raison qu’il est immoral d’exploiter les centaines de millions de souris et de rats utilisés régulièrement dans les laboratoires ou les milliards de non humains que nous tuons et mangeons : les grands singes anthropoïdes et tous ces autres non-humains sont, comme nous, sensibles. Ils sont conscients ; ils sont subjectivement conscients ; ils ont des intérêts ; ils peuvent souffrir. Nulle autre caractéristique que la sensibilité n'est requise pour être une personne. »

— Gary Francione, The Great Ape Project: Not so Great

## Publications

### Livres

#### Livres en anglais
- (en) Why veganism matters : the moral value of animals, New York (N.Y.), Columbia university press, avril 2021, 213 p. (ISBN 9780231199612, BNF 46664850)
- Avec Anna E. Charlton, Advocate for Animals! : An Abolitionist Vegan Handbook, Exempla Press, 2017
- Avec Anna E. Charlton, Animal Rights : The Abolitionist Approach, Exempla Press, 14 décembre 2015, 147 p. (ISBN 978-0-9967192-3-0)
- Avec Anna E. Charlton, Eat Like You Care : An Examination of the Morality of Eating Animals, Exempla Press, 2013, 130 p. (ISBN 978-1-4923-8651-3 et 1-4923-8651-0)
- (en) The Animal Rights Debate : Abolition or Regulation, New York, Columbia University Press, 2010, 273 p. (ISBN 978-0-231-14955-6, BNF 43636724, lire en ligne)
- (en) Animals as persons : essays on the abolition of animal exploitation, New York, Columbia University Press, 2008, 235 p. (ISBN 978-0-231-13950-2, BNF 43636727, lire en ligne)
- Introduction to Animal Rights : Your Child or the Dog?, Philadelphie, Temple University Press, 2000, 275 p. (ISBN 1-56639-692-1, lire en ligne)
- (en) Rain without thunder : the ideology of the animal rights movement, Philadelphie, Temple University Press, 1996, 269 p. (ISBN 1-56639-461-9, BNF 42493330)
- Animals, Property and the Law, Philadelphie, Temple University Press, 1995, 367 p. (ISBN 1-56639-284-5, lire en ligne)
- Avec Anna E. Charlton, Vivisection and Dissection in the Classroom : A Guide to Conscientious Objection, Jenkintown, American Anti-Vivisection Society, 1992 (EAN 9781881699002, ASIN 1881699005)

#### Livres traduits en français
- Avec Anna E. Charlton, Petit traité de véganisme : traduit de l'anglais (USA) par Valéry Giroux et Renan Larue  (trad. de l'anglais), Lausanne/Paris, l'Âge d'homme, 2015, 175 p. (ISBN 978-2-8251-4489-3, EAN 9782825144893, BNF 44319970)
- Introduction aux droits des animaux  (trad. de l'anglais), Lausanne, Suisse, Éditions L’Âge d’Homme, 2015, 390 p. (ISBN 978-2-8251-4470-1, BNF 44270940)

### Articles
- « Animal Welfare and the Moral Value of Nonhuman Animals », Law, Culture and the Humanities, 6(1), 2009, p. 24-36
- « Taking Sentience Seriously », Journal of Animal Law & Ethics, 1, 2006
- « Animal Rights Theory and Utilitarianism: Relative Normative Guidance », Between the Species, 3, 2003
- « Personhood, Property and Legal Competence », in Paola Cavalieri & Peter Singer (éd.), The Great Ape Project, New York, St. Martin's Griffin, 1993, p. 248-257